# 岡田資
岡田 資（おかだ たすく、1890年4月14日 - 1949年9月17日）は、日本の陸軍軍人。最終階級は陸軍中将。鳥取県鳥取市江崎町出身。

## 経歴
- 1890年4月14日、鳥取県に生まれる。
- 鳥取県第一中学校（現：鳥取県立鳥取西高等学校）卒業
- 1911年　陸軍士官学校卒業（第23期）、歩兵少尉任官。歩兵第40連隊付を命ぜられる
- 1922年　陸軍大学校卒業（第34期）
- 1925年　駐英大使館付武官補佐官としてロンドン勤務を命ぜられる
- 1927年　歩兵少佐昇任、東京へ転勤
- 1928年　陸軍大学校教官
- 1930年　参謀本部員、秩父宮雍仁親王付侍従武官
- 1933年　教育総監部課員
- 1935年　歩兵第80連隊長
- 1937年　第4師団参謀長
- 1938年　陸軍少将昇任、歩兵第8旅団長、武漢三鎮攻略戦に参加
- 1939年　陸軍戦車学校長
- 1940年　相模陸軍造兵廠長
- 1941年　陸軍中将昇任
- 1942年　戦車第2師団長に親補
- 1943年　東海軍需管理部長
- 1945年　第十三方面軍司令官兼東海軍管区司令官親補
- 1945年12月1日　予備役編入　同日より東海復員監（～12月21日まで）
- 1947年（昭和22年）11月28日、公職追放仮指定を受けた[2]。
- 1949年9月17日 戦争犯罪人【B級】（捕虜虐待罪）として法務死、満59歳没。

## 人物
岡田資は中尉時代の1916年（大正5年）12月から約1年間半にわたって、第30期第3中隊第3区隊長を務めている。この第3区隊員の中には、後に、日中和平工作に尽力し、バターン戦線では兵団本部からの米比軍捕虜千余名の処刑命令に抗して釈放した陸軍少将今井武夫がいた。岡田は1930年（昭和5年）には秩父宮付武官を務めている。若者を愛した人で「青年将軍」の通称があった。
第十三方面軍司令官兼東海軍管区司令官を務めていた1945年（昭和20年）5月14日の名古屋空襲の際、撃墜され捕虜となった米軍のB-29爆撃機搭乗員27名を自らの命令で処刑した（11名は略式の軍律会議で死刑判決が出たとされ、処刑は6月28日、瀬戸市付近。残り16名は5月14日空襲より後の捕虜、略式手続きのみで7月12 - 15日に軍司令部庁舎裏にて4回に分けて処刑されたとされる。処刑方法はいずれも斬首であり、このことも戦犯裁判での争点となった）。戦後、国際法違反（捕虜虐待罪）に問われ、B級戦犯として連合国軍最高司令官総司令部（GHQ）に逮捕され、軍事裁判（横浜法廷）に掛けられた。
戦犯裁判での岡田は米軍による空襲について「一般市民を無慈悲に殺傷しようとした無差別爆撃である」「搭乗員はハーグ条約違反の戦犯であり、捕虜ではない」と徹底的に主張し（岡田自身は、これを『法戦』と呼んだ）、検察や米軍関係者による爆撃の正当化を批判、捕虜虐待の罪に付いても全面的に争った。
1949年（昭和24年）9月17日、巣鴨プリズンにて絞首刑が執行された。処刑に当たり、裁判を担当した検事・弁護人を初め、国内でも秩父宮から助命嘆願や減刑の要望書が出されたり、GHQ側の法務担当官から「終身刑が相当である」「絞首刑ではなく銃殺刑（欧米では、銃殺刑は軍人の名誉を重んじた処刑方法と考えられていた）とするべし」との意見も出されたが、当初通り絞首刑による死刑が執行された。
熱心な日蓮宗の信者であり、他の戦犯死刑囚に対し仏教思想に基づく勉強会を開くなどして、精神的な支えにもなったと言われている。息子、岡田陽（あきら）は、玉川大学創立者小原國芳の娘と結婚し、同文学部教授で、学校劇、演劇教育の専門家。岡田資を描いた映画『明日への遺言』の中に子息とその婚約者として登場している。
岡田の戦犯裁判をめぐる模様は大岡昇平によって小説化され、この小説『ながい旅』は有力ブロック紙である中日新聞や東京新聞で連載され、単行本や文庫本は版を重ね、多数の人に読まれ、多くの人にとっての岡田元中将のイメージを形作った。そこでは、部下のために自分が米軍機搭乗員処刑の責任を一身に罪を被ろうとした人物として捉える向きが一般的であった。しかし、戦犯裁判の十数年後に法務省が裁判に関わった元被告人や元弁護士への聞き取りを行っており、この内容は長らく伏せられていたが、2002年以降初めて国立公文書館で情報公開された。その資料によれば、終戦後、岡田は麾下の参謀の要望を受けて、初め部下らを集めて軍が醜態をさらさぬよう団結してもらいたいと訓示を行い、その後、｢略式の軍律会議の規定を設け、それに基づいて米兵を裁き、処刑した。これは法務部長の同意と確認を得ている。」とのストーリーを、その最大責任者となる東海軍法務部長である法務少将をツンボ桟敷に置いたまま、岡田の幕僚である参謀らとともに作り上げ、その後で、岡田本人も立会いの上、軍の名誉をまもるためだとして（しかし、実質は、もはや一同全員で口裏を合わせているのだから、今更お前一人が連合軍側に何を言っても無駄だと迫る形で）参謀長らが無理やり、その計画に従うことを当の法務少将に押付けたことが明らかになっている。その結果、この法務少将は抗議の自殺を行うに至っている。この実態は、当初からこの偽装工作の担当責任者であった元参謀と関係被告らの担当元弁護士の証言によって明らかにされている。（参照：ながい旅#そして真相｡）
また、岡田の評価として、ときに歩兵第8旅団長時の南昌･武漢攻略戦における毒ガス使用が問題とされるが、当時陸軍によって使用が許されていたのは「みどり」と呼ばれた催涙性のガスと「あか」と呼ばれた嘔吐性ともクシャミ性ともされるガスで、いずれも殺傷性のものとはされておらず、とくに「あか」が大量に使用されたとみられる。（ただし、｢あか」は窒息性とも称され、大量の連続的使用で呼吸困難から死亡する可能性があるとされる。1939年以降には日本軍もこの効果に気づき、その形での使用法について研究･実施したとされる｡）一方で、武漢攻略戦時既に、岡村寧次第11軍司令官は「特種煙攻撃を実施せる地域の敵は勉めて殲滅を期し、之が逸脱を防ぐものとす」とし、第二軍司令部も毒ガス兵器使用の場合は「機を失せず効果を利用し、敵を殲滅し、以て之が証跡を残さざるに勉む」と教育していたとされる。ここから見て、当時の陸軍関係者らは少なくとも「あか」は国際的非難あるいは過酷な報復合戦を引き起こしかねない化学兵器にあたるとの認識を持ち、かえって「あか」でのガス攻撃を行った場合は、秘密保持のため相手方を皆殺しにすることで隠蔽を図っていたとみられる。岡田資が、どの程度これを励行したかは不明である。(後の1945年12月になると陸軍関係者は戦争犯罪の責任追及に備えて､「みどり」と「あか」は厳密な意味での毒ガスではないとして意思統一を図っている｡）
俳優の土屋嘉男は、中島飛行機半田製作所に勤労動員されていた際、視察に来た岡田が「活字を読む者は国賊」「上級学校は閉鎖する」と訓話した事に怒りを感じた、と証言している。

## 栄典
位階
- 1941年（昭和16年）9月15日 - 従四位
- 1943年（昭和18年）10月1日 - 正四位

勲章
- 1940年（昭和15年）8月15日 - 紀元二千六百年祝典記念章[9]

## 岡田資の著作
- 『巣鴨の十三階段: 戦犯処刑者の記録』亜東書房、1952年8月（doi:10.11501/1659917、国会図書館デジタルコレクション）
- 『毒箭: 岡田資遺稿』岡田資遺稿刊行会、1954年5月（doi:10.11501/12225564、国会図書館デジタルコレクション）/ （復刻版）『毒箭　改訂増補』 隆文館、2008年2月
  - 巣鴨プリズン収監中に配給の鉛筆をコンクリートの壁で削り便箋に書き記した。同じく戦犯容疑で収監されている若者との交流録、遺族・関係者にあてた手紙（長文の通信は出来ないので事実上の遺言である）、仏教関連の論考で構成される遺著で、数百枚の遺稿を遺族・関係者が5年がかりでまとめた500頁を超える大著。初版は1954年（昭和29年）、1956年（昭和31年）第2版（いずれも関係者・図書館配布のみ）。隆文館で映画『明日への遺言』公開（2008年（平成20年））に併せ出版された。

## 岡田資を描いた作品
書籍
- 大岡昇平『ながい旅』- 初刊版（新潮社、1982年（昭和57年）5月）は事実誤記が多く指摘され、新潮文庫（1986年（昭和61年）、上坂冬子解説）再刊に際し作者本人が訂正を加えた。

作者没後の『大岡昇平全集10』（筑摩書房、1995年（平成7年）7月）に収録。
映画『明日への遺言』の公開に併せ、2007年末に角川文庫で再刊されたが、未訂正の新潮社版を元にしている。各・文庫は電子書籍化された。
- 今井貞夫『幻の日中和平工作　軍人今井武夫の生涯』中央公論事業出版、2007年11月
- 冬至堅太郎『あるBC級戦犯の手記』山折哲雄編、中央公論新社、2019年7月

巣鴨プリズンで死刑囚（後に減刑）だった元陸軍主計将校が、岡田から仏教について学び敬服していく様子が描かれる。
映画
- 『明日への遺言』（アスミック・エース、2008年）-『ながい旅』を映画化。岡田資を藤田まことが演じた。